# Apranik
Apranik, död efter 651, var en persisk general. 
Hon var dotter till Piran, en persisk general i tjänst under kung Yazdegerd III. Efter att den persiska armén besegrades av araberna under den Islamiska erövringen av Persien 651, tog hon ledarskapet över en del av sin fars armé, och ledde denna fraktion som gerillaledare, och har därför kallats general. Hon ska ha avlidit i strid.